# Pete Maravich
Peter Press Maravich (22 de junho de 1947 - 5 de janeiro de 1988), conhecido pelo apelido de Pistol Pete, era um jogador de basquete profissional americano. Ele é amplamente considerado um dos maiores jogadores da história do basquete.
Maravich nasceu em Aliquippa, Pensilvânia, parte da área metropolitana de Pittsburgh, e foi criado nas Carolinas. Ele jogou na LSU Tigers sob comando de seu pai, Press Maravich. Ele é o maior artilheiro da NCAA Divisão I de todos os tempos com 3.667 pontos marcados. Todas as suas marcas foram alcançadas antes da adoção da linha de três pontos e ele não jogou no time como calouro sob as regras da NCAA. Ele jogou por três times da National Basketball Association (NBA) até que as lesões o forçaram a se aposentar em 1980, após dez anos de carreira profissional.
Um dos jogadores mais jovens a entrar no Naismith Memorial Basketball Hall of Fame, Maravich foi citado pelo Hall como "talvez o maior talento ofensivo criativo da história". Em uma entrevista em abril de 2010, o jogador do Hall of Fame, John Havlicek, disse que "o melhor manipulador de bola de todos os tempos foi Pete Maravich".
Maravich morreu repentinamente aos 40 anos durante um jogo de pick-up em 1988, como consequência de um defeito cardíaco não detectado anteriormente.

## Primeiros anos
Maravich nasceu, filho de Peter "Press" Maravich (1915–1987) e Helen Gravor Maravich (1925–1974) em Aliquippa, uma cidade siderúrgica no condado de Beaver, no oeste da Pensilvânia. Maravich surpreendeu sua família e amigos com suas habilidades no basquete desde tenra idade. Ele desfrutou de um relacionamento próximo, mas exigente, entre pai e filho, que o motivou a conquistar a fama no esporte. O pai de Maravich era filho de imigrantes sérvios e um ex-jogador profissional que virou treinador. Ele mostrou-lhe os fundamentos desde os sete anos de idade. Obsessivamente, Maravich passou horas praticando controle de bola, passes e chutes de longo alcance.
Maravich estudou na Daniel High School em Central, Carolina do Sul. Enquanto estava na Daniel de 1961 a 1963, ele participou do primeiro jogo da escola contra um time de uma escola totalmente negra. Em 1963, seu pai deixou o cargo de técnico de basquete na Clemson University e passou a fazer parte da equipe técnica da Universidade Estadual da Carolina do Norte. 
A mudança subsequente da família para Raleigh, Carolina do Norte, permitiu que Pete frequentasse a Needham B. Broughton High School. Seus anos de colégio também viram o nascimento de seu famoso apelido. Do seu hábito de chutar a bola lateralmente, como se estivesse segurando um revólver, Maravich ficou conhecido como "Pistol (Pistola)" Pete. 
Ele se formou na Needham B. Broughton High School em 1965 e depois frequentou o Edwards Military Institute, onde obteve uma média de 33 pontos por jogo. Era sabido que Press Maravich era extremamente protetor com Maravich e se preveniria contra qualquer pressão que pudesse surgir durante sua adolescência. Press ameaçou atirar em Pete com uma arma calibre 45 se ele bebesse ou se metesse em problemas. 
Maravich tinha 1,98 m no ensino médio e estava se preparando para jogar na faculdade quando seu pai assumiu o cargo de treinador na Universidade do Estado da Luisiana.

## Carreira universitária

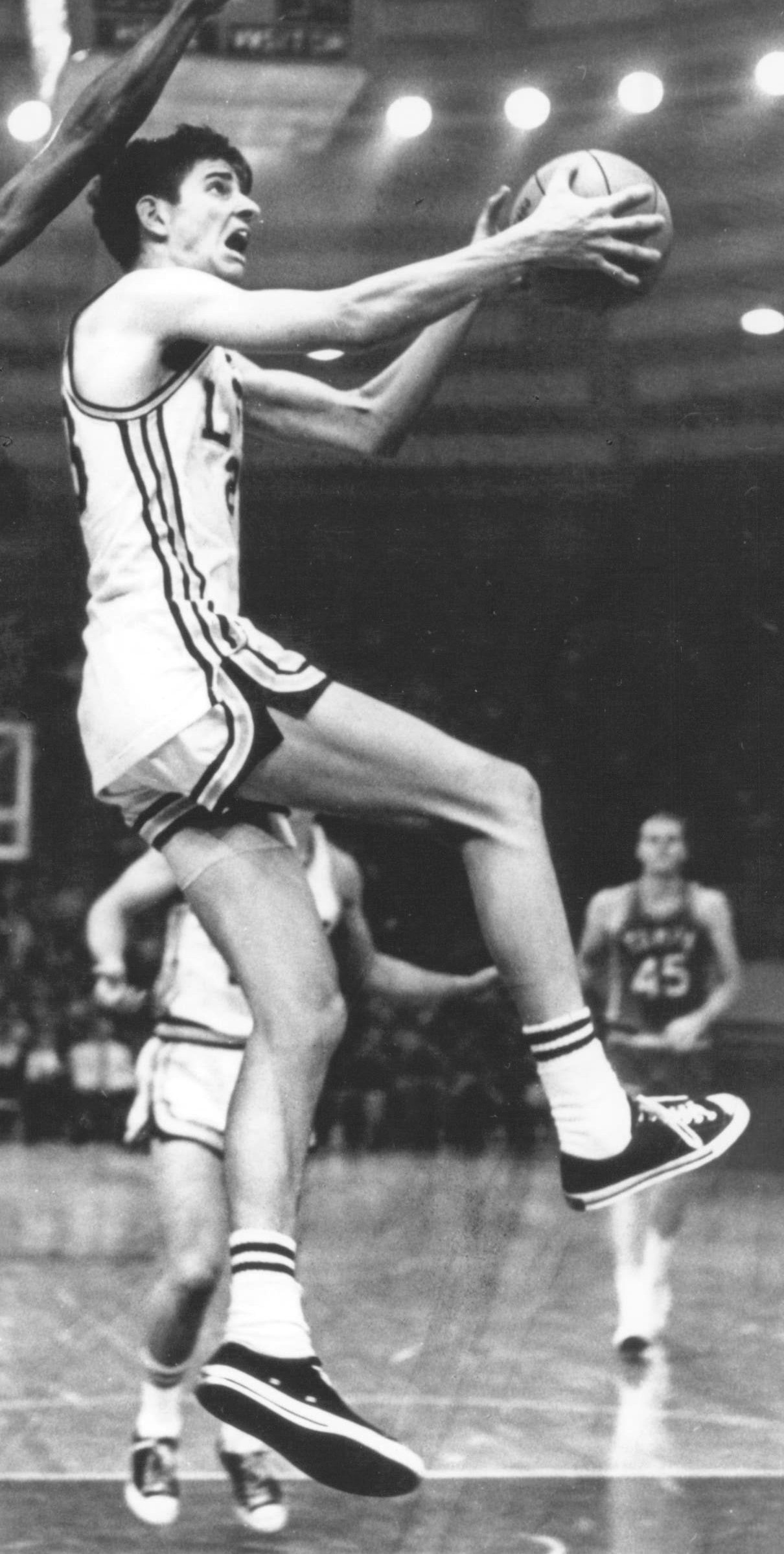
Maravich por LSU em 1967

Naquela época, as regras da NCAA proibiam os alunos do primeiro ano de jogar, o que forçou Maravich a jogar no time de calouros. Em seu primeiro jogo, Maravich fez 50 pontos, 14 rebotes e 11 assistências contra Universidade do Sudeste de Louisiana.
Em apenas três anos jogando no time da LSU, Maravich marcou 3.667 pontos - 1.138 em 1967-68, 1.148 em 1968-69 e 1.381 em 1969-70 - com uma média de 43,8, 44,2 e 44,5 pontos por jogo, respectivamente. Em sua carreira universitária, ele teve uma média de 44,2 pontos por jogo em 83 jogos e liderou a pontuação da NCAA em cada uma de suas três temporadas.
O histórico de pontuação universitária de Maravich é particularmente notável quando três fatores são levados em consideração:
- Primeiro, por causa das regras da NCAA que o proibiam de participar do time durante seu primeiro ano como estudante, Maravich foi impedido de aumentar o recorde de sua carreira por um quarto inteiro de seu tempo na LSU. Nesse primeiro ano, Maravich marcou 741 pontos no torneio de calouros.[11]
- Em segundo lugar, Maravich jogou antes do advento da linha de três pontos. Essa diferença significativa gerou especulações sobre o quão alto seriam seus recordes, dada sua habilidade de arremessos de longo alcance e como tal componente pode ter alterado seu jogo. Foi relatado que o ex-técnico da LSU, Dale Brown, registrou todos os pontos que Maravich marcou e concluiu que, se seus chutes de três pontos tivessem sido contados como três, a média de Maravich teria totalizado 57 pontos por jogo.[13]
- Terceiro, o relógio ainda não havia sido instituído no jogo da NCAA durante a carreira de Maravich. (Um limite de tempo para a posse de bola acelera o jogo, determina um número adicional de tentativas de arremessos, elimina o empate e aumenta o número de posses durante o jogo, tudo resultando em uma pontuação geral mais alta).[14]

Mais de 40 anos depois, no entanto, muitos de seus registros na NCAA e na LSU ainda estão de pé. Embora ele nunca tenha jogado no Torneio da NCAA, Maravich desempenhou um papel fundamental em reverter um programa sem brilho que havia tido um recorde de 3-20 na temporada antes de sua chegada. Pete Maravich terminou sua carreira universitária no Torneio de Convite Nacional de 1970, onde LSU terminou em quarto lugar.

## Carreira profissional

### Atlanta Hawks

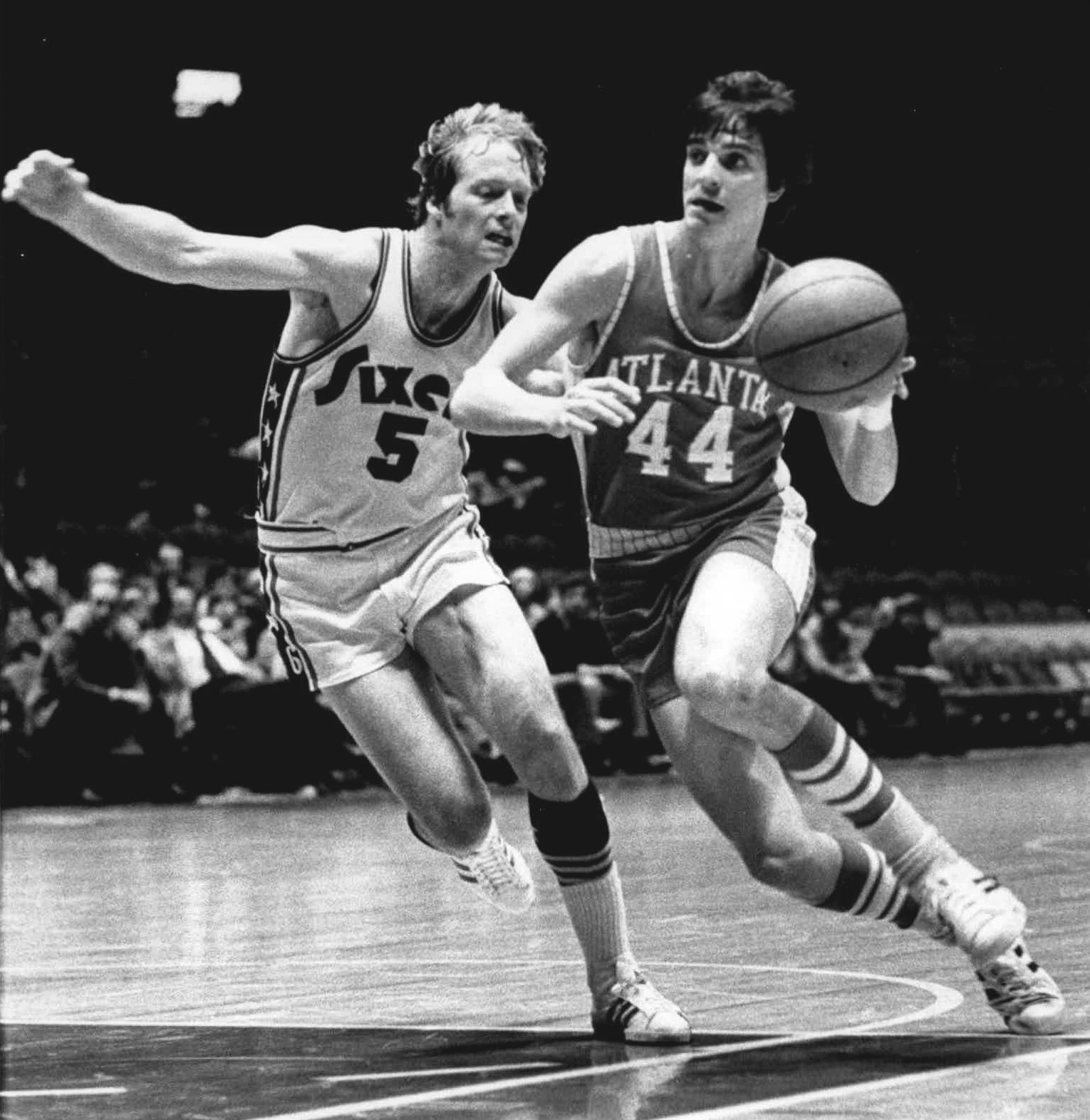
Maravich (com a bola) passando por Tom Van Arsdale em 1974

O Atlanta Hawks selecionou Maravich com a terceira escolha na primeira rodada do Draft da NBA de 1970, onde ele jogou sob comando do técnico Richie Guerin. Ele não era um ajuste natural em Atlanta, já que os Hawks já ostentava um artilheiro de primeira linha: Lou Hudson. Na verdade, o estilo extravagante de Maravich contrastava com o jogo conservador de Hudson e a estrela da equipe, Walt Bellamy. E não ajudou o fato de muitos dos jogadores veteranos se ressentirem do contrato de US$1,9 milhão que Maravich recebeu da equipe - um salário muito alto na época.
Maravich jogou em 81 jogos e teve uma média de 23,2 pontos, bom o suficiente para ser selecionado para a Equipe All-Rookie da NBA. E ele conseguiu mesclar seu estilo com seus companheiros de equipe, tanto que Hudson estabeleceu a sua maior marca de pontuação da carreira com 26,8 pontos. Mas a equipe teve um recorde de 36-46 - 12 vitórias a menos do que na temporada anterior. Ainda assim, os Hawks se classificaram para os playoffs, onde perderam para o New York Knicks na primeira rodada.
Maravich lutou durante sua segunda temporada. Sua média de pontuação caiu para 19,3 pontos por jogo e os Hawks terminaram com um recorde decepcionante de 36-46. Mais uma vez eles se classificaram para os playoffs e mais uma vez eles foram eliminados na primeira rodada. No entanto, Atlanta lutou muito contra o Boston Celtics, com Maravich tendo média de 27,7 pontos na série.
Maravich estourou em sua terceira temporada, tendo médias de 26,1 pontos (5º na NBA) e distribuindo 6,9 assistências por jogo (6º na NBA). Com 2.063 pontos, ele combinou com Hudson (2.029 pontos) para se tornar apenas a segunda dupla de companheiros de equipe na história da liga a ter 2.000 pontos cada um em uma única temporada. Os Hawks disparou para um recorde de 46-36, mas novamente foram eliminado na primeira rodada dos playoffs. No entanto, a temporada foi boa o suficiente para dar a Maravich sua primeira aparição no All-Star Game da NBA, e também honras de Segunda Equipe da NBA.
A temporada seguinte (1973-74) foi a sua melhor até agora - pelo menos em termos de realizações individuais. Maravich teve 27,7 pontos por jogo - o segundo na liga atrás de Bob McAdoo - e ganhou sua segunda aparição no All-Star Game. No entanto, Atlanta teve um recorde decepcionante de 35-47 e perdeu a pós-temporada.

### New Orleans Jazz

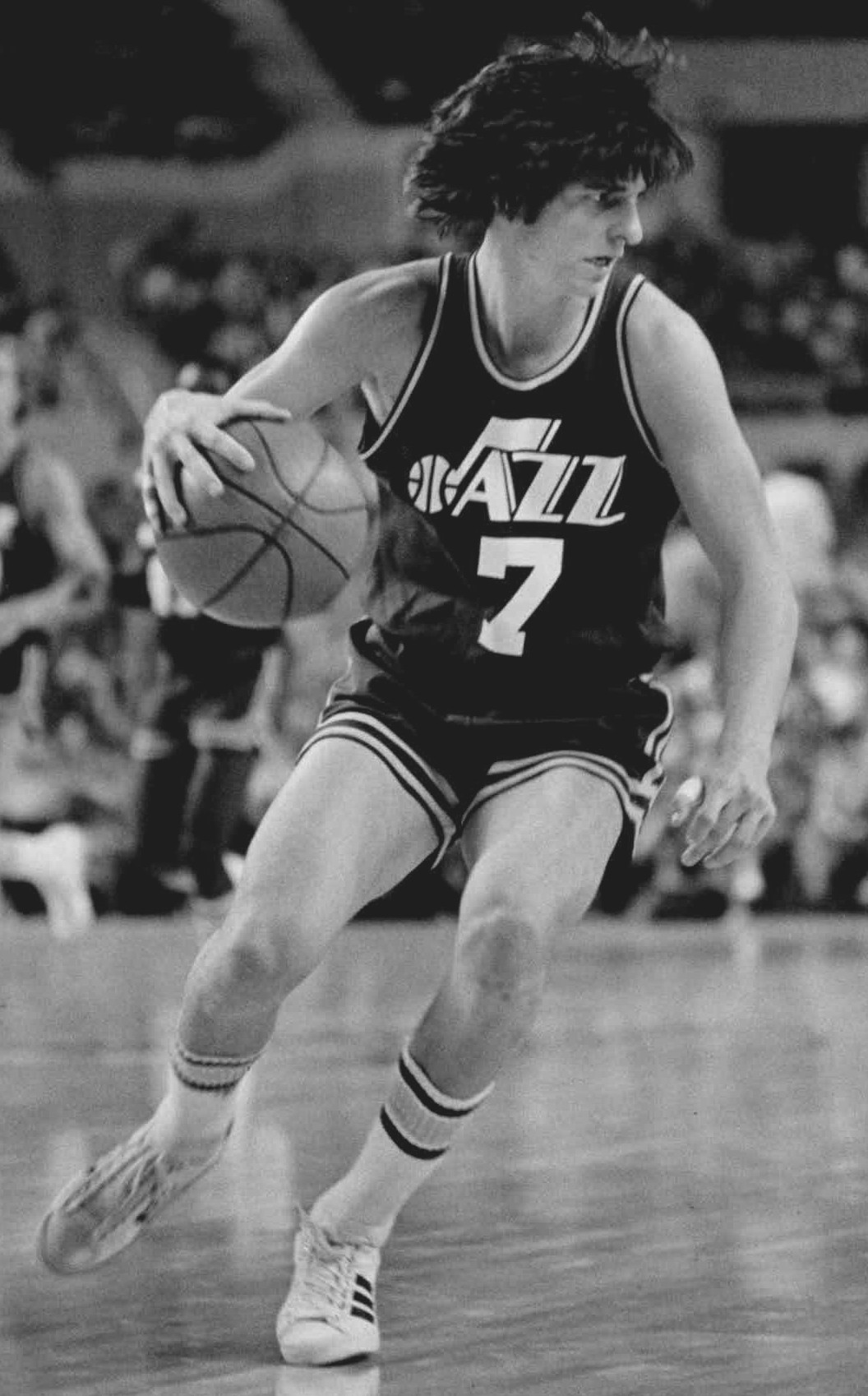
Maravich jogando pelo Jazz em 1977

No verão de 1974, uma franquia de expansão se preparava para sua primeira temporada na NBA. O New Orleans Jazz estava procurando por alguém para gerar entusiasmo entre seus novos fãs de basquete. Com seu estilo de jogo emocionante, Maravich era visto como o homem perfeito para o trabalho. Além disso, ele já era uma celebridade no estado devido às conquistas na LSU. Para adquirir Maravich, o Jazz trocou dois jogadores e quatro escolhas de draft para Atlanta.
A equipe de expansão lutou muito em sua primeira temporada. Maravich conseguiu marcar 21,5 pontos por jogo mas o Jazz registrou um recorde de 23-59, o pior na NBA.
A administração do Jazz fez o possível para dar a Maravich um elenco de apoio melhor. A equipe registrou um recorde de 38-44 em sua segunda temporada (1975-76), mas não se classificou para a pós-temporada. Maravich lutou contra as lesões que o limitaram a apenas 62 jogos naquela temporada, mas ele teve uma média de 25,9 pontos (atrás apenas de McAdoo e Kareem Abdul-Jabbar). Ele foi eleito para o All-NBA First Team naquele ano.
A temporada seguinte (1976-77) foi a mais produtiva dele na NBA. Ele liderou a liga em pontuação com uma média de 31,1 pontos. Ele marcou 40 pontos ou mais em 13 jogos e 50 ou mais em 4 jogos. Sua obra-prima de 68 pontos contra os Knicks foi na época o maior número de pontos já marcados por um armador em um único jogo, e apenas dois jogadores em qualquer posição marcaram mais: Wilt Chamberlain e Elgin Baylor.
Maravich conquistou sua terceira participação no All-Star Game e foi selecionado para a Primeira Equipe da NBA pela segunda temporada consecutiva.
Na temporada seguinte, lesões nos dois joelhos o forçaram a perder 32 jogos durante a temporada de 1977-78. Apesar de ter sido privado de alguma agilidade e capacidade atlética, ele ainda conseguiu ter 27,0 pontos e 6,7 assistências por jogo. Muitas dessas assistências foram para o novo companheiro de equipe, Truck Robinson, que se juntou à franquia como agente livre durante o período de entressafra. Sua presença impediu que os adversários concentrassem seus esforços defensivos inteiramente em Maravich e elevou o Jazz para um recorde de 39-43 - pouco antes de fazer a primeira aparição da equipe nos playoffs.
Problemas no joelho atormentaram Maravich pelo resto de sua carreira. Ele jogou em apenas 49 jogos durante a temporada de 1978-79 e marcou 22,6 pontos por jogo, sendo selecionado para sua quinta e última aparição no All-Star. Mas suas habilidades de pontuação e passe foram severamente prejudicadas. A equipe lutou na quadra e também enfrentou sérios problemas financeiros. A gerência ficou desesperada para fazer algumas mudanças. O Jazz negociou Robinson com o Phoenix Suns, recebendo escolhas do draft e algum dinheiro em troca. Em 1979, o proprietário da equipe, Sam Battistone, mudou o Jazz para Salt Lake City.

### Temporada final
Maravich mudou-se com a equipe para Salt Lake City, mas seus problemas nos joelhos estavam piores do que nunca. Ele jogou em 17 jogos no início da temporada, mas suas lesões o impediram de treinar muito, e o novo técnico Tom Nissalke tinha uma regra estrita de que jogadores que não treinavam eram proibidos de jogar. Assim, Maravich ficou no banco por 24 jogos consecutivos, para grande consternação dos fãs de Utah e do próprio Maravich. Durante esse tempo, Adrian Dantley emergiu como o jogador da franquia.
O Jazz dispensou Maravich em janeiro de 1980. Ele assinou com o Boston Celtics, o melhor time da liga naquele ano, liderado pelo superastro estreante Larry Bird. Maravich ajustou-se a um novo papel como contribuidor de meio período, dando a Boston uma "arma" do banco. Ele ajudou a equipe a ter um recorde de 61-21 na temporada regular, o melhor da liga. E, pela primeira vez desde o início de sua carreira em Atlanta, Maravich pôde participar dos playoffs da NBA. Ele jogou em nove jogos durante a pós-temporada, mas os Celtics foram derrotados por Julius Erving e o Philadelphia 76ers nas finais da Conferência Leste.
Percebendo que seus problemas no joelho nunca iriam embora, Maravich se aposentou no final da temporada. A NBA instituiu a cesta de 3 pontos bem a tempo para a última temporada de Maravich na liga. Ele sempre foi famoso por seu arremesso de longo alcance e seu último ano forneceu um indicador estatístico oficial de suas habilidades. Entre seu tempo limitado de jogo em Utah e Boston, ele acertou 10 de 15 arremessos de 3 pontos, dando a ele uma taxa de conclusão de 66,7% na carreira.
Durante sua carreira de dez anos na NBA, Maravich jogou em 658 jogos e teve médias de 24,2 pontos e 5,4 assistências. Em 1987, ele foi introduzido no Naismith Memorial Basketball Hall of Fame, e sua camisa nº 7 foi aposentada pelo Jazz e pelo New Orleans Pelicans, bem como sua camisa nº 44 pelo Atlanta Hawks.

## Estatísticas

### NBA

#### Temporada regular
| Ano      | Equipe      | PJ  | MPJ  | AP   | 3P   | LL   | RT  | AS  | BR  | TO  | PPJ   |
| -------- | ----------- | --- | ---- | ---- | ---- | ---- | --- | --- | --- | --- | ----- |
| 1970–71  | Atlanta     | 81  | 36.1 | .458 | ...  | .800 | 3.7 | 4.4 | ... | ... | 23.2  |
| 1971–72  | Atlanta     | 66  | 34.9 | .427 | ...  | .811 | 3.9 | 6.0 | ... | ... | 19.3  |
| 1972–73  | Atlanta     | 79  | 39.1 | .441 | ...  | .800 | 4.4 | 6.9 | ... | ... | 26.1  |
| 1973–74  | Atlanta     | 76  | 38.2 | .457 | ...  | .826 | 4.9 | 5.2 | 1.5 | .2  | 27.7  |
| 1974–75  | New Orleans | 79  | 36.1 | .419 | ...  | .811 | 5.3 | 6.2 | 1.5 | .2  | 21.5  |
| 1975–76  | New Orleans | 62  | 38.3 | .459 | ...  | .811 | 4.8 | 5.4 | 1.4 | .4  | 25.9  |
| 1976–77  | New Orleans | 73  | 41.7 | .433 | ...  | .835 | 5.1 | 5.4 | 1.2 | .3  | 31.1* |
| 1977–78  | New Orleans | 50  | 40.8 | .444 | ...  | .870 | 3.6 | 6.7 | 2.0 | .2  | 27.0  |
| 1978–79  | New Orleans | 49  | 37.2 | .421 | ...  | .841 | 2.5 | 5.0 | 1.2 | .4  | 22.6  |
| 1979–80  | Utah        | 17  | 30.7 | .412 | .636 | .820 | 2.4 | 3.2 | .9  | .2  | 17.1  |
| 1979–80  | Boston      | 26  | 17.0 | .494 | .750 | .909 | 1.5 | 1.1 | .3  | .1  | 11.5  |
| Carreira | Carreira    | 658 | 37.0 | .441 | .667 | .820 | 4.2 | 5.4 | 1.4 | .3  | 24.2  |
| All-Star | All-Star    | 4   | 19.8 | .409 | ...  | .778 | 2.0 | 3.8 | 1.0 | 0.0 | 10.8  |

#### Playoffs
| Ano      | Equipe   | PJ | MPJ  | AP   | 3P   | LL   | RT  | AS  | BR  | TO  | PPJ  |
| -------- | -------- | -- | ---- | ---- | ---- | ---- | --- | --- | --- | --- | ---- |
| 1971     | Atlanta  | 5  | 39.8 | .377 | ...  | .692 | 5.2 | 4.8 | ... | ... | 22.0 |
| 1972     | Atlanta  | 6  | 36.5 | .446 | ...  | .817 | 5.3 | 4.7 | ... | ... | 27.7 |
| 1973     | Atlanta  | 6  | 39.0 | .419 | ...  | .794 | 4.8 | 6.7 | ... | ... | 26.2 |
| 1980     | Boston   | 9  | 11.6 | .490 | .333 | .667 | .9  | .7  | .3  | .0  | 6.0  |
| Carreira | Carreira | 26 | 29.1 | .423 | .333 | .784 | 3.6 | 3.8 | ... | ... | 18.7 |

### Universitário
| Ano      | Equipe          | PJ | AP   | LL   | RT  | AS  | PPJ  |
| -------- | --------------- | -- | ---- | ---- | --- | --- | ---- |
| 1967–68  | Louisiana State | 26 | .423 | .811 | 7.5 | 4.0 | 43.8 |
| 1968–69  | Louisiana State | 26 | .444 | .746 | 6.5 | 4.9 | 44.2 |
| 1969–70  | Louisiana State | 31 | .447 | .773 | 5.3 | 6.2 | 44.5 |
| Carreira | Carreira        | 83 | .438 | .775 | 6.5 | 5.1 | 44.2 |

Fonte:

## Vida posterior e morte
Depois que lesões forçaram sua aposentadoria no outono de 1980, Maravich ficou recluso por dois anos. Apesar de tudo, ele disse que estava procurando "pela vida". Ele experimentou as práticas da ioga e do hinduísmo e se interessou pelo campo da ufologia. Ele também explorou o vegetarianismo e a macrobiótica. Eventualmente, ele abraçou o Cristianismo evangélico. Alguns anos antes de sua morte, Maravich disse: "Quero ser lembrado como um cristão, uma pessoa que serve Jesus ao máximo, não como um jogador de basquete."
Em 5 de janeiro de 1988, Maravich morreu de insuficiência cardíaca aos 40 anos, enquanto jogava basquete no ginásio da Primeira Igreja do Nazareno em Pasadena, Califórnia, com um grupo que incluía o autor evangélico James Dobson. Maravich voou de sua casa na Louisiana para gravar um segmento do programa de rádio de Dobson que foi ao ar mais tarde naquele dia. Dobson disse que as últimas palavras de Maravich, menos de um minuto antes de morrer, foram "Eu me sinto ótimo". Uma autópsia revelou que a causa da morte era um defeito congênito raro; ele nascera sem a artéria coronária esquerda, um vaso que fornece sangue às fibras musculares do coração. Sua artéria coronária direita estava muito dilatada e compensava o defeito.
Maravich morreu um ano depois da morte de seu pai e vários anos depois de sua mãe, que se suicidou com um tiro. Maravich está enterrado nos Jardins da Memória e Mausoléu de Resthaven em Baton Rouge, Louisiana.

## Legado
Maravich deixou sua esposa Jackie e seus dois filhos Jaeson, de 8 anos, e Josh, de 5 anos. No ano anterior, Maravich levou Jaeson para o All-Star Game de 1987 em Seattle, Washington, e o apresentou para Michael Jordan.
Como os filhos de Maravich eram muito pequenos quando ele morreu, Jackie Maravich inicialmente os protegeu da atenção indesejada da mídia, nem mesmo permitindo que Jaeson e Josh comparecessem ao funeral de seu pai. No entanto, a propensão ao basquete parecia ser uma característica herdada. Apesar de alguns contratempos ao lidar com a morte do pai e sem o benefício que sua tutela poderia ter fornecido, os dois filhos acabaram se inspirando a jogar basquete no ensino médio e no colegial - Josh na alma mater de seu pai, LSU.
Em 27 de junho de 2014, o governador Bobby Jindal propôs que a LSU erguesse uma estátua de Maravich do lado de fora do Assembly Center, que já leva o nome do astro do basquete. O ex-técnico Dale Brown se opõe a tal monumento, mas a viúva de Maravich, Jackie McLachlan, disse que lhe foi prometida uma estátua após o falecimento de seu marido. McLachlan disse que notou como os fãs lutam para colocar o nome Maravich no Assembly Center em uma câmera.
Em fevereiro de 2016, o LSU Athletic Hall of Fame Committee aprovou por unanimidade a proposta de que uma estátua em homenagem a Maravich fosse instalada no campus.
Uma rua em Belgrado, na Sérvia, leva o nome de Pete Maravich.

## Memorabilia
A morte prematura e mística de Maravich tornaram as lembranças associadas a ele entre as mais valiosas de todas as coleções de basquete. Camisetas usadas por Maravich para jogos rendem mais dinheiro no leilão do que itens semelhantes de qualquer outro que não seja George Mikan, com os itens mais comuns sendo vendidos por US$10.000 ou mais e uma camisa LSU usada para jogos sendo vendida por US$94.300 em um leilão de 2001.
A bola do jogo assinada em sua noite de 68 pontos, o ponto alto de sua carreira, em 25 de fevereiro de 1977, foi vendida por US$131.450 em um leilão de 2009.

## Homenagens, livros, filmes e música
- Em 1987, aproximadamente um ano antes de sua morte, Maravich foi coautor de uma autobiografia premiada com Darrel Campbell intitulada Herir to a Dream, que dedicou muito foco à sua vida após a aposentadoria do basquete e sua posterior devoção ao Cristianismo.
- Em 1987, Maravich e Darrel Campbell produziram a série de vídeos instrucionais de basquete de quatro episódios, Pistol Pete's Homework Basketball.
- Em 1988, Frank Schroeder e Darrel Campbell produziram o documentário baseado na carreira de Pete Maravich na faculdade, intitulado Maravich Memories: The LSU Years.
- Após a morte de Maravich, o governador da Louisiana, Buddy Roemer, assinou uma proclamação renomeando oficialmente o tribunal local da LSU de Pete Maravich Assembly Center.
- Em 1991, um filme biográfico escrito e produzido por Darrel Campbell dramatizando sua temporada da 8ª série intitulado The Pistol: The Birth of a Legend foi lançado.
- Em 1996, ele foi nomeado um dos 50 maiores jogadores da história da NBA por um painel formado por historiadores, jogadores e treinadores da NBA. Ele era o único jogador falecido na lista. No All-Star Game de 1997 em Cleveland, ele foi representado por seus dois filhos no intervalo.
- Em 2001, um abrangente documentário de 90 minutos estreou na CBS, intitulado Pistol Pete: The Life and Times of Pete Maravich.
- Em 2005, a ESPNU nomeou Maravich como o maior jogador de basquete universitário de todos os tempos.
- Em 2007, duas biografias de Maravich foram lançadas: Maravich de Wayne Federman e Marshall Terrill e Pistol de Mark Kriegel.
- The Ziggens, uma banda do sul da Califórnia, escreveu uma música sobre Maravich intitulada "Pistol Pete".[42]